# مايكل جرابنر

مايكل رينيه جرابنر (من مواليد 5 أكتوبر 1987) هو لاعب هوكي الجليد النمساوي المحترف السابق. نشأ جرابنر وهو يلعب مع الفريق المحلي المفوضية الأوروبية VSV انتقل إلى أمريكا الشمالية في سن 17 عامًا وانضم إلى Spokane Chiefs من دوري الهوكي الغربي للناشئين لتعزيز مسيرته في الهوكي. بعد موسمه الثاني مع The Chiefs، تم اختياره في المركز الرابع عشر بشكل عام من قبل فريق فانكوفر كانوكس في مسودة دخول NHL لعام 2006 .
لعب جرابنر موسمًا آخر في WHL قبل الانتقال إلى دوري الهوكي الأمريكي ، حيث لعب موسمين في نظام مزرعة كانوكس. تم تداوله خلال 2010 مسودة دخول NHL إلى فلوريدا بانثرز ، ولكن تمت المطالبة به من قبل سكان جزر نيويورك بعد أن وضعته فلوريدا على التنازلات بهدف تعيينه لشركة تابعة لـ AHL. قضى غرابنر خمسة مواسم مع سكان الجزيرة قبل أن يتم تداوله مع تورونتو مابل ليفز في عام 2015. على المستوى الدولي، ظهر غرابنر مع النمسا في بطولات الناشئين والكبار، ولعب في دورة الألعاب الأولمبية الشتوية 2014 .

## اللعب الوظيفي

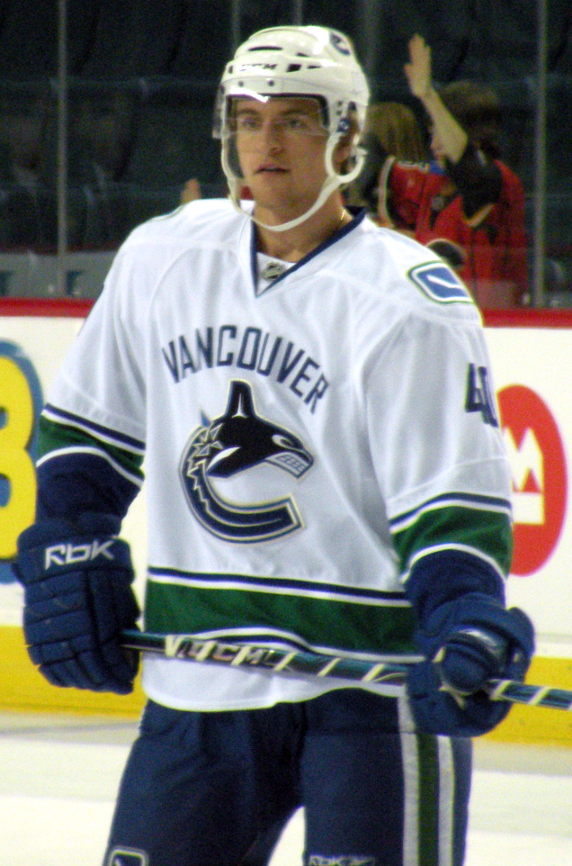
مهاجم فانكوفر كانوكس مايكل جرابنر قبل مباراة دوري الهوكي الوطني ضد كالجاري فليمز في كالجاري.

### وظيفة مبكرة
ولد جرابنر في فيلاخ ، وبدأ لعب الهوكي في سن الخامسة.  لعب في بطولة كيبيك الدولية للهوكي Pee-Wee سنة2001 مع فريق شباب من النمسا . 
انضم جرابنر إلى فريق الناشئين التابع لـ EC VSV ، وسجل 10 نقاط خلال 13 مباراة في 2002–03. في العام التالي، تحسن إلى 32 هدفًا وخمس تمريرات حاسمة في 23 مباراة، بينما ظهر أيضًا لأول مرة مع فريق EC VSV للرجال في دوري الهوكي النمساوي . في غير موسمها اللاحق، تم اختياره في المركز 22 بشكل عام من قبل Spokane Chiefs في مسودة استيراد دوري الهوكي الكندي .  يعتقد جرابنر أن لعب صغار صغار في أمريكا الشمالية من شأنه أن يساعد في تحقيق هدفه في الوصول إلى NHL. لقد تعرف على المدير العام لـ Chiefs تيم سبيلتز من خلال اتصال مع مدربه الرئيسي في EC VSV، Greg Holst . 
غادر جرابنر النمسا لينضم إلى Spokane في موسم 2004-05 WHL ، لكنه أصيب بكسر في الترقوة في أول مباراة استعراضية له.  لقد غاب لمدة شهر تقريبًا بسبب الإصابة وسجل هدفه الأول في دوري الهوكي العالمي في 29 أكتوبر 2004، في خسارة 4-2 أمام سياتل ثندربيردز .  وواصل تسجيل 13 هدفا و 24 نقطة في موسمه الجديد.

## الحياة الشخصية
في 31 مارس سنة 2011، أنجبت هيذر زوجة غرابنر، التي التقى بها أثناء اللعب في سبوكان، طفلًا ذكرًا. 

## الإحصائيات المهنية

### الموسم العادي والتصفيات
1. ↑  Kinghorn، Kevin (26 سبتمبر 2006). "Grabner On Top". Canucks.com. مؤرشف من الأصل في 2012-03-24. اطلع عليه بتاريخ 2009-09-20.
2. ↑  "Pee-Wee players who have reached NHL or WHA" (PDF). Quebec International Pee-Wee Hockey Tournament. 2018. مؤرشف من الأصل (PDF) في 2023-03-14. اطلع عليه بتاريخ 2019-02-15.
3. ↑  "Chiefs select Austrian in Import Draft". OurSports Central. 30 يونيو 2004. مؤرشف من الأصل في 2016-03-03. اطلع عليه بتاريخ 2010-04-02.
4. ↑  "Climb every mountain". دوري الهوكي الوطني. 11 مايو 2010. مؤرشف من الأصل في 2018-06-22. اطلع عليه بتاريخ 2010-05-12.
5. ↑  "Chiefs with back-to-back home games". OurSports Central. 21 أكتوبر 2004. مؤرشف من الأصل في 2016-03-03. اطلع عليه بتاريخ 2010-04-02.
6. ↑  "Thunderbirds rally in third for 4-2 victory". OurSports Central. 30 أكتوبر 2004. مؤرشف من الأصل في 2016-03-03. اطلع عليه بتاريخ 2010-04-02.
7. ↑  "Delivering A Baby? Take It From Grabner -- Kill Time On Twitter". HeadToTheNet. مؤرشف من الأصل في 2011-10-25. اطلع عليه بتاريخ 2011-10-29.